# Semih Aydilek
Semih Aydilek (ur. 16 stycznia 1989 we Frankfurcie nad Menem) – niemiecki piłkarz grający na pozycji pomocnika.

## Kariera klubowa
Karierę zaczynał w klubie Eintracht Frankfurt, gdzie grał do roku 2008. Wtedy to przeniósł się do angielskiego Birmingham City. Jednak już rok później został wypożyczony do szkockiego Motherwell F.C. na rundę wiosenną. W obu tych klubach nie zagrał ani jednego spotkania. Przed sezonem 2009/2010 przeszedł do tureckiego Kayserisporu. W latach 2012–2014 grał w Konyasporze, a w 2015 przeszedł do SpVgg 05 Oberrad. W 2016 roku został zawodnikiem klubu Hanauer SC 1960, grającego w szóstej lidze.

## Kariera reprezentacyjna
Karierę zaczynał w młodzieżowych reprezentacjach Turcji (jego rodzice pochodzą z tego kraju), jednak zdecydował się grać dla reprezentacji Niemiec. Otrzymał powołanie na Mistrzostwa Świata U-20 w 2009 roku.